# Marius Măldărășanu
Marius Constantin Măldărășanu (n. 19 aprilie 1975, Ploiești, România) este un antrenor român de fotbal și fost jucător. Din iunie 2021, este antrenorul echipei FC Hermannstadt.

## Cariera de jucător
A debutat în Divizia A la echipa FC Petrolul Ploiești în 1996, transferându-se la Rapid București în 1998. Măldărășanu a evoluat la echipa turcă Beșiktaș Istanbul în sezonul 2002 (ca împrumut), reîntorcându-se la Rapid în 2003.
În martie 2006 a primit Medalia „Meritul Sportiv” clasa a II-a cu o baretă din partea președintelui României de atunci, Traian Băsescu, deoarece a făcut parte din echipa Rapidului care a obținut calificarea în sferturile Cupei UEFA 2005-2006.

## Cariera de antrenor
În iunie 2021, a preluat conducerea tehnică a echipei FC Hermannstadt care tocmai retrogradase în Liga II.

## Palmares
Performanțe: Campion al României cu Rapid (1999), campion al Turciei cu Beșiktaș Istanbul (2003), câștigător al Cupei României (2002, 2006,2007) și al Supercupei României (1999, 2002, 2003, 2007) cu Rapid.